# 島根県道53号大東東出雲線
島根県道53号大東東出雲線（しまねけんどう53ごう だいとうひがしいずもせん）は、島根県雲南市から松江市を結ぶ県道（主要地方道）である。

## 概要

### 路線データ
- 起点：島根県雲南市大東町北村（島根県道24号松江木次線交点）
- 終点：島根県松江市東出雲町意宇南4丁目（山陰自動車道東出雲IC交点）

## 歴史
- 1993年（平成5年）5月11日 - 建設省から、県道大東東出雲線が大東東出雲線として主要地方道に指定される[1]。

## 地理

### 通過する自治体
- 雲南市
- 松江市

### 交差する道路
| 交差する道路                                    | 市町村名 | 交差する場所                    | 交差する場所     |
| ----------------------------------------------- | -------- | ------------------------------- | ---------------- |
| 島根県道24号松江木次線                          | 雲南市   | 大東町北村                      | 起点             |
| 島根県営広域営農団地農道大仁地区 / 大仁広域農道 | 雲南市   | 大東町南村                      |                  |
| 西岩坂農道                                      | 松江市   | 八雲町熊野                      |                  |
| 島根県道249号八重垣神社八雲線                   | 松江市   | 八雲町熊野                      |                  |
| 国道432号                                       | 松江市   | 八雲町東岩坂                    |                  |
| 出雲東部広域農道 / 白鳥ロード                   | 松江市   | 東出雲町内馬                    |                  |
| 春日ふるさと農道                                | 松江市   | 東出雲町内馬                    |                  |
| E9 山陰自動車道 国道9号 / 支線                  | 松江市   | 東出雲町意宇南（いうなん）4丁目 | 終点 21 東出雲IC |